# Фіта Баїсса
Фіта Баїсса  (англ. Fita Bayissa, 15 грудня 1972) — ефіопський легкоатлет, олімпійський медаліст.

## Виступи на Олімпіадах
| Олімпіада      | Дисципліна           | Місце |
| -------------- | -------------------- | ----- |
| Барселона 1992 | біг на 5000 метрів   | 3     |
| Барселона 1992 | біг на 10 000 метрів | 9     |
| Атланта 1996   | біг на 5000 метрів   | 10    |
| Сідней 2000    | біг на 5000 метрів   | 4     |

## Зовнішні посилання
- Досьє на sport.references.com [Архівовано 19 травня 2011 у Wayback Machine.]